# Svetlana Yashkina
Svetlana Yashkina (ukr. Светлана Яшкина; ur. 14 kwietnia 1976) – ukraińska zapaśniczka walcząca w stylu wolnym
Zajęła siódme miejsce na mistrzostwach świata w 1997. Brązowa medalistka mistrzostw Europy w 1993 roku.